# 杜凱琹
杜凱琹，MH（1996年11月27日—），香港女子乒乓球運動員，曾夥拍黃鎮廷獲得过四次世界乒乓球錦標賽混合雙打銅牌。2020年夏季奧林匹克運動會，她在女子團體項目夥拍蘇慧音和李皓晴獲得乒乓球奧運銅牌，贏得港乒史上第二面奧運獎牌。

## 生平
杜凱琹早年就讀將軍澳天主教小學和協恩中學，15歲完成中三課程後，選擇成為全職運動員，進入香港體育學院受訓，教練為前中國乒乓球隊及香港乒乓球隊成員張瑞。她是2021年「校長嘉許狀」(運動)的得主。2009年開始代表香港參加國際青少年賽事，先後多次在亞洲青少年乒乓球錦標賽及世界青少年乒乓球錦標賽獲得獎牌，在2014年南京青奧會獲得乒乓球女子单打银牌。2016年4月13日，在香港舉行的2016年里約熱內盧奧運會亞洲區乒乓球外圍賽中，杜凱琹以局數4-2爆冷淘汰當時世界排名第一的中國名將劉詩雯而一戰成名。2020年夏季奧林匹克運動會，在女子團體賽夥拍蘇慧音、李皓晴於銅牌戰先追一局單打，最後反勝德國隊取得銅牌，贏得港乒史上第二面奧運獎牌。

## 政治立場
杜凱琹是第十三屆全国青联委员，曾在社交網站發文表示“希望香港所有的青年能早日人心回歸祖国”。

## 個人榮譽
- 香港傑出運動員選舉
  - 「香港傑出青少年運動員」（2014年）
  - 「香港最佳運動組合」－ 香港乒乓球代表隊（混合雙打組合）（2015、2017年 - 共2次當選）
- 香港十大傑出青年（2022年）[12]

## 外部鏈接
- 杜凱琹的Instagram帳戶
- 杜凱琹的新浪微博